# 科莱拉克-圣锡尔克
科莱拉克-圣锡尔克（法語：Colayrac-Saint-Cirq，法語發音：[kɔlɛʁak sɛ̃ siʁk]）是法国新阿基坦大区洛特-加龙省的一个市镇，位于该省中南部，省会阿让西侧，加龙河右岸，属于阿让区和阿让城市圈公共社区。

## 地理
科莱拉克-圣锡尔克（44°13'11"N, 0°33'10"E）面积21.36 平方千米，位于法国新阿基坦大区洛特-加龍省，该省份为法国西南部内陆省份，北起多爾多涅省，西接吉倫特省和朗德省，南至热尔省，东临塔恩-加龙省和洛特省。
与科莱拉克-圣锡尔克接壤的市镇（或旧市镇、城区）包括：马达扬、布吕伊约伊地区圣科隆布、阿让、布拉克斯、富莱罗讷、勒帕萨日、圣伊莱尔-德吕西尼昂、加龙河畔塞里尼亚克。

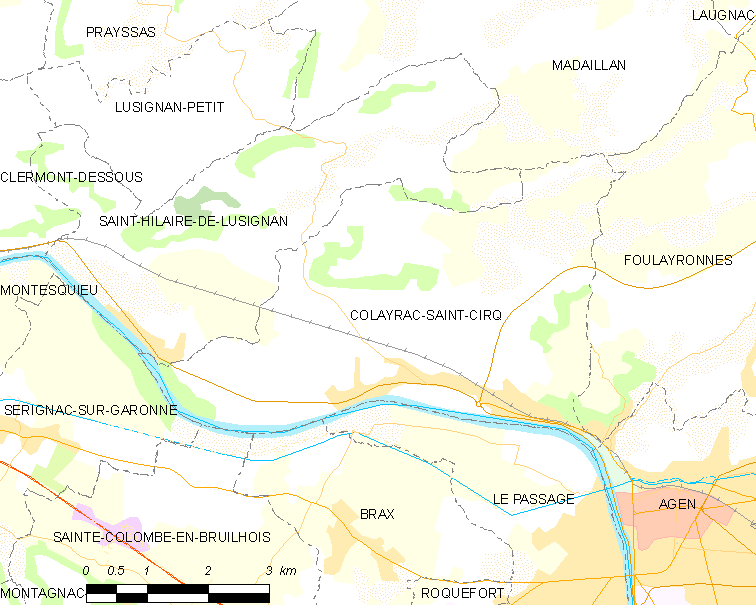
科莱拉克-圣锡尔克的OSM定位图

科莱拉克-圣锡尔克的时区为UTC+01:00、UTC+02:00（夏令时）。

## 行政
科莱拉克-圣锡尔克的邮政编码为47450，INSEE市镇编码为47069。

## 政治
科莱拉克-圣锡尔克所属的省级选区为阿让西部县。

## 人口

1962-2008年间科莱拉克-圣锡尔克人口变化图示

科莱拉克-圣锡尔克于2022年1月1日时的人口数量为3106人。

## 交通
法国国道N21线的绕道（N1021线）经过境内，洛特-加龙省省道D813线经过镇中心。

## 友好城市
- 義大利 圣菲奥尔